# Francesco Dillon
Francesco Dillon (Torino, 7 luglio 1973) è un violoncellista italiano.

## Biografia
Nasce a Torino, figlio di due storici dell'arte. Trascorre l'infanzia tra Venezia e Firenze. Si diploma presso il Conservatorio Luigi Cherubini di Firenze, formandosi sotto la guida di Andrea Nannoni per il violoncello e Salvatore Sciarrino per la composizione. Successivamente si perfeziona con Amedeo Baldovino, Anner Bijlsma, Mario Brunello, David Geringas e Mstislav Rostropovich.
Nel 1993 è tra i fondatori del Quartetto Prometeo, formazione cameristica di riconosciuta fama internazionale e vincitrice di numerosi premi e riconoscimenti (Prague Spring 1998, ARD Münich, Bordeaux, “Leone d'argento” alla carriera Biennale Musica di Venezia 2012). È inoltre membro stabile dell'ensemble Alter Ego con il quale viene regolarmente invitato nei maggiori festival di musica contemporanea in tutto il mondo. La sua passione per la musica da camera lo ha portato ad esibirsi con interpreti quali Irvine Arditti, Giuliano Carmignola, Piero Farulli, David Geringas, Veronika Hagen, Alexander Lonquich, Enrico Pace, Jean-Guihen Queyras, Rainer Schmidt, Stefano Scodanibbio.
Ha approfondito collaborazioni artistiche con i maggiori compositori contemporanei, quali: Gavin Bryars, Ivan Fedele, Luca Francesconi, Stefano Gervasoni, Philip Glass, Vinko Globokar, Sofija Gubaidulina, Jonathan Harvey, Toshio Hosokawa, Giya Kancheli, Alexander Knaifel, Bernhard Lang, Helmut Lachenmann, David Lang, Alvin Lucier, Arvo Pärt, Henri Pousseur, Steve Reich, Fausto Romitelli, Kaija Saariaho, Salvatore Sciarrino e con musicisti sperimentali di culto come Matmos, Pan Sonic, William Basinski, Philip Jeck e John Zorn.
Tra i grandi direttori con cui ha lavorato si annoverano: Claudio Abbado e Giuseppe Sinopoli. Ha inciso per etichette quali ECM, Kairos, Ricordi, Stradivarius, Die Schachtel, Sony e Touch. Dal 2010 è direttore artistico insieme al pianista Emanuele Torquati della stagione di musica contemporanea Music@villaromana di Firenze.
Nel 2009 ha inciso in prima assoluta le Variazioni di Salvatore Sciarrino e nel 2010 la Ballata di Giacinto Scelsi, ambedue con l'Orchestra Sinfonica Nazionale della RAI diretta da Tito Ceccherini.
In duo con il pianista Emanuele Torquati ha realizzato tre cd di rarità schumanniane e l'integrale delle opere per violoncello di Franz Liszt per Brilliant Classics.
All'attività concertistica affianca anche una continuativa esperienza didattica, compiendo le prime esperienze presso la Scuola di Musica di Fiesole (1995-2007) e tenendo master in istituzioni quali il Conservatorio di Mosca, la Pacific University (California), Untref-Buenos Aires, l'Università di Manchester.
Il violoncello utilizzato da Francesco Dillon è un Carlo Antonio Rivolta del 1835.